# Brandhane
En brandhane (hydrant) er udtag fra en vandledning, og har primært til formål at forsyne et brandvæsen med vand i forbindelse med brandslukning. Visse steder er der mulighed for at aftale med de lokale myndigheder, at andre kan tappe vandet til mere fredelige formål.
Hanen er forsynet med et dæksel, en lås til dækslet, samt en lås for vandgennemstrømningen (ventil). Disse to låse betjenes med en såkaldt brandhanenøgle. Ved at åbne dækslet kan der tilkobles en brandslange, der efterfølgende fyldes ved at dreje på ventilen. Når ventilen drejes tilbage til lukket stilling, drænes den øverste del af hanen for vand, for at undgå, at vandet fryser til is i røret om vinteren.
Idet vandet i ledningerne sædvanligvis har et højere tryk og dermed højere vandgennemstrømning inde i by- og industriområder, kan man opnå en større kapacitet i hanerne ved at placere dem i disse områder. Hvis der ikke er adgang til en brandhane i nærheden af det ønskede sted, vil man så være nødt til at fremskaffe vandet på en anden måde. Dette vil typisk ske enten i form af en vandtankvogn, der selv medbringer vand eller med hjælp af udstyret på en slangetender suge fra en sø eller et vandløb.
Ved at koble en brandslange på hanen (i dag foregår det med typisk en storzkobling), får man mulighed for at lede vandet over til en automobilsprøjte. Denne vil med sin kraftige pumpekapacitet sikre, at trykket i slangen, der anvendes til at bekæmpe ilden med, er tilstrækkeligt højt. Desuden kan den fordele vandet ud i flere forskellige slanger, hvilket så giver mulighed for, at man kan angribe branden fra flere forskellige vinkler.